# 南加尔科特乌帕齐拉
南加尔科特是孟加拉国的一个乌帕齐拉，位于吉大港专区的库米拉县。该地总面积236.44平方千米，东西部分别与拉克沙姆乌帕齐拉、恰乌达格拉姆乌帕齐拉接壤，南部毗邻森巴格乌帕齐拉与达甘布伊扬乌帕齐拉。